# Michael Judge
Michael Judge (Dublín, 12 de junio de 1975) es un jugador de snooker irlandés.

## Biografía
Nació en la ciudad irlandesa de Dublín en 1975. Es jugador profesional de snooker desde 1992, aunque se cayó del circuito profesional en 2011 y no regresó hasta 2021. No se ha proclamado campeón de ningún torneo de ranking, y su mejor resultado hasta la fecha fue alcanzar las semifinales del Grand Prix de 2004, en las que cayó derrotado (1-6) ante Ian McCulloch. Tampoco ha logrado hilar ninguna tacada máxima, y la más alta de su carrera está en 144.